# Wildparkstadion
Wildparkstadion er et fodboldstadion i Karlsruhe i Tyskland, der er hjemmebane for 2. Bundesliga-klubben Karlsruher SC. Stadionet har plads til 42.358 tilskuere. Stadionet blev indviet 7. august 1955, men har flere gange siden gennemgået renoveringer, der har givet stadionet dets nuværende udseende.